# Орестиас

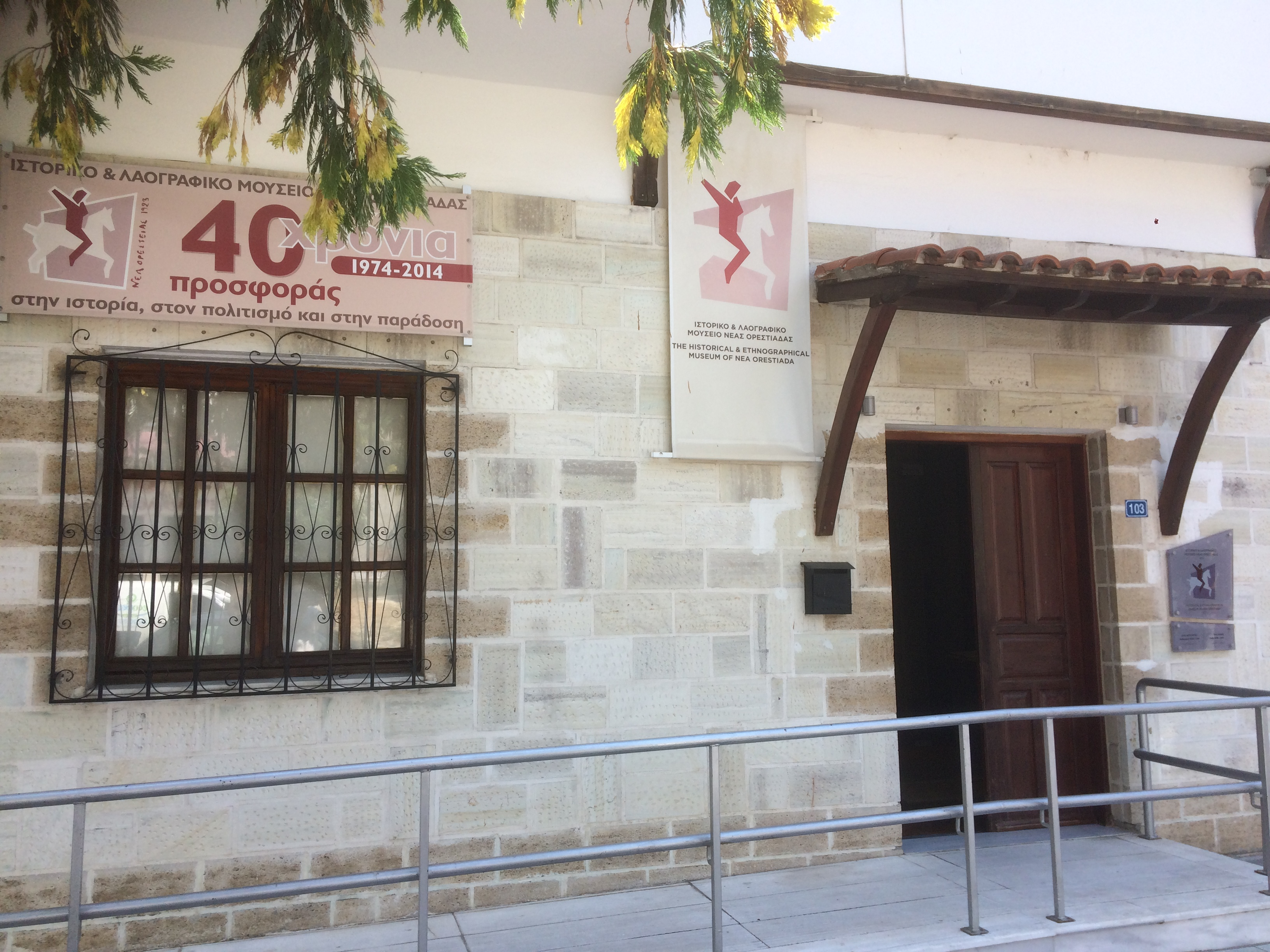
Музей фольклора и истории искусства Орестиаса и периферии

Орестиа́с или Орестиа́да (греч. Ορεστιάς ή Ορεστιάδα) — город на крайнем северо-востоке Греции. Расположен на высоте 31 метр над уровнем моря, на правом (западном) берегу реки Эврос (Марица), формирующей границу с Турцией, в 20 километрах к югу от Эдирне, в 92 километрах к северо-востоку от Александруполиса, в 212 километрах к северо-западу от Стамбула, в 315 километрах к северо-востоку от Салоник и в 459 километрах к северо-востоку от Афин. Административный центр одноимённой общины в периферийной единице Эврос в периферии Восточная Македония и Фракия. Население 18 426 человек по переписи 2011 года.
По западной окраине города проходит национальная дорога 51 Арданион — Кастанеэ, часть европейского маршрута E85. В городе находится железнодорожная станция «Орестиас» линии Александруполис — Свиленград.
В городе работает Музей фольклора и истории искусства Орестиаса и периферии (Μουσείο Λαογραφίας και Ιστορίας Τέχνης Ορεστιάδας και Περιφέρειας).

## История
Город был заселён в 1923 году после Малоазийской катастрофы беженцами преимущественно из пригорода Орестиас города Адрианополя (ныне — пригород Караагач города Эдирне в Турции).

## Сообщество Орестиас
Сообщество Орестиас создано в 1924 году (греч. ΦΕΚ 194Α). В сообщество входят пять населённых пунктов. Население 20 211 жителей по переписи 2011 года. Площадь 105,799 квадратного километра.
| Населённый пункт | Население (2011), человек |
| ---------------- | ------------------------- |
| Лепти            | 641                       |
| Неос-Пиргос      | 943                       |
| Орестиас         | 18 426                    |
| Палеа-Сайини     | 15                        |
| Сакос            | 186                       |

## Население
Основную часть населения составляют греки; в близлежащих сёлах широко присутствуют гагаузы.
| Год  | Население, человек |
| ---- | ------------------ |
| 1991 | 13 296             |
| 2001 | 15 438             |
| 2011 | ↗ 18 426           |